# Liliana Poli
Pour les articles homonymes, voir Poli.
Liliana Poli est une soprano italienne née le 1er janvier 1928 à Florence, ville où elle est morte le 14 juillet 2015.

## Biographie
Liliana Poli naît le 1er janvier 1928 à Florence.
Elle étudie au Conservatoire Luigi Cherubini de Florence et se perfectionne au Teatro Comunale de la ville avant de faire ses débuts aux concerts du Mai musical florentin.
En 1959, elle épouse le compositeur Arrigo Benvenuti.
Dans les années 1960, Liliana Poli s'impose comme une interprète de référence des compositeurs de la Seconde école de Vienne et de musique contemporaine,. Elle est ainsi la créatrice de plusieurs œuvres, de Luigi Nono (L'Usine illuminée et Ne consommons pas Marx), Giacomo Manzoni (Per Massimiliano Robespierre, 1975) et Sylvano Bussotti (Il nudo, Torso, Rara Requiem), notamment.
À compter de 1971, elle enseigne l'interprétation vocale (musique de chambre) au Conservatoire Luigi Cherubini de Florence, poste qu'elle occupe durant 28 ans, jusqu'à sa retraite, en 1999,.
En 2005, elle reçoit le Filo d'argento de l'association Auser et, en 2009, le prix Giuseppe Verdi « Une vie pour la musique ».
Au disque, elle a enregistré le Requiem de Ligeti (Wergo, 1968), Il prigioniero de Dallapiccola (CBS, 1973), un récital « Liliana Poli, soprano » pour Wergo en 1970 (musiques de Schönberg, Eisler, Dallapiccola, Benvenuti, Nono) et Primadonnen der Moderne : Cathy Berberian, Joan Carroll, Liliana Poli (Wergo, 1975 ; Bussotti et Nono).
Liliana Poli meurt le 14 juillet 2015 à Florence.